# 패리스 버렐스
패리스 버렐스(Paris Berelc, 1998년 12월 29일 ~ )는 미국의 배우, 모델이다.

## 출연 작품

### 영화
- 인비저블 시스터 (2015) - 몰리 역
- 톨 걸 (2019) - 리즈 역
- 휴비의 핼러윈 (2020) - 메건 역

### 텔레비전
- 마이티 메드 (2013-15) - 스카일러 스톰 역
- 랩 랫츠-엘리트 전사들 (2016) - 스카일러 스톰 역
- 알렉사 & 케이티 (2018-19) - 알렉사 역